# Patrick Karl
Patrick Karl (* 3. Mai 1996 in Ochsenfurt) ist ein deutscher Leichtathlet, der sich auf den Hindernislauf spezialisiert hat.

## Berufsweg
Karl ist Polizeibeamter und absolviert eine Ausbildung bei der bayerischen Bereitschaftspolizei (BBPol).

## Sportliche Karriere
Als Kind führten seine Eltern ihn, seine Schwester und seinen Bruder durch Waldläufe an den Sport heran. Im Jahr 2012 wurde Karl in Rheydt Deutscher U18-Meister über 2000 Meter Hindernis. 2013 konnte er in Rostock erneut Deutscher U18-Meister werden und belegte international über 2000 Meter Hindernis den 10. Platz bei den U18-Weltmeisterschaften in Donezk. 2014 wurde Karl in Wattenscheid Deutscher U20-Vizemeister über 2000 Meter Hindernis und kam bei den U20-Weltmeisterschaften in Eugene (Oregon) über die längere 3000-Meter-Hindernisdistanz auf den 12. Platz. 2015 holte er sich in Jena bei den Deutschen Jugendmeisterschaften den Meistertitel auf der 2000-Meter-Hindernisstrecke und wurde in Eskilstuna U20-Vizeeuropameister über 3000 Meter Hindernis.
Ab 2016 trat Karl altersbedingt nun nur noch über die 3000 Meter Hindernis an. In Wattenscheid holte er den U23-Meistertitel bei den Deutschen Juniorenmeisterschaften und wurde in Kassel Deutscher Vizemeister. 2017 holte er sich in Leverkusen bei den Deutschen Juniorenmeisterschaften die U23-Vizemeisterschaft und kam bei den Deutschen Meisterschaften auf den 5. Platz. 2018 wurde Karl in Heilbronn Deutscher U23-Meister und Deutscher Vizemeister in Nürnberg.
Karl ist seit der Leistungssportreform 2017/18 im Perspektivkader des Deutschen Leichtathletik-Verbandes (DLV).

## Trivia
Patrick Karl kommt aus einer sportbegeisterten Familie. Seine Mutter bestreitet Marathonläufe und sein Vater Klaus, der ihn auch trainiert, war einst selbst Hindernisläufer mit einer Bestzeit von 9:05,68 min im Jahr 1986. Sein Onkel Hubert Karl war 1989 Deutscher Meister im 3000-Meter-Hindernislauf in 8:27,95 min.

## Vereinszugehörigkeiten
Patrick Karl startet für den TV Ochsenfurt.

## Persönliche Bestzeiten
(Stand: 2. August 2018)
Halle
- 1500 m: 3:59,77 min, Erfurt, 5. Februar 2014
- 3000 m: 8:23,77 min, Fürth, 28. Januar 2017

Freiluft
- 800 m: 1:56,01 min, Regensburg, 8. Juni 2013
- 1000 m: 2:24,86 min, Erfurt, 3. Juni 2020
- 1500 m: 3:47,33 min, Leipzig, 12. Juli 2020
- 3000 m: 8:34,92 min, München, 12. Juli 2014
- 5000 m: 14:11,56 min, Regensburg, 27. Juli 2020
- 2000 m Hindernis: 5:40,23 min, Jena, 1. August 2015
- 3000 m Hindernis: 8:31,81 min, Pfungstadt, 11. Juli 2018

## Erfolge
national
- 2012: Deutscher U18-Meister (2000 m Hindernis)
- 2013: Deutscher U18-Meister (2000 m Hindernis)
- 2014: Deutscher U20-Vizemeister (2000 m Hindernis)
- 2015: Deutscher U20-Meister (2000 m Hindernis)
- 2016: Deutscher U23-Meister (3000 m Hindernis)
- 2016: Deutscher Vizemeister (3000 m Hindernis)
- 2017: Deutscher U23-Vizemeister (3000 m Hindernis)
- 2017: 5. Platz Deutsche Meisterschaften (3000 m Hindernis)
- 2018: Deutscher U23-Meister (3000 m Hindernis)
- 2018: Deutscher Vizemeister (3000 m Hindernis)

international
- 2013: 10. Platz U18-Weltmeisterschaften (2000 m Hindernis)
- 2014: 12. Platz U20-Weltmeisterschaften (3000 m Hindernis)
- 2015: U20-Vizeeuropameister (3000 m Hindernis)